# Tometino Polje
Tometino Polje (Servisch cyrillisch Тометино Поље) is een plaats in de Servische gemeente Požega. De plaats telt 373 inwoners (2002).